# Edward Jones
Edward Percy Jones (Greenwich, Londres, 1881 – Marylebone, Londres, 17 de novembre de 1951) va ser un jugador de lacrosse anglès que va competir a primers del segle xx. El 1908 va prendre part en els Jocs Olímpics de Londres, on guanyà la medalla de plata en la competició per equips de Lacrosse, com a membre de l'equip britànic.